# Jürgen Heinsch
Jürgen Heinsch (Lübeck, 4 de Julho de 1940 - 14 de julho de 2022) foi um ex-futebolista profissional e treinador alemão que atuava como goleiro, medalhista olímpico.

## Carreira
Jürgen Heinsch fez parte do elenco da Alemanha Oriental, bronze em 1964. Foi atleta e treinador do Hansa Rostock

## Ligações Externas
- Perfil na Sports Reference